# Grayland
Grayland és una concentració de població designada pel cens dels Estats Units a l'estat de Washington. Segons el cens del 2000 tenia 1.002 habitants.

## Demografia
Segons el cens del 2000, Grayland tenia 1.002 habitants, 502 habitatges, i 275 famílies. La densitat de població era de 56,6 habitants per km².
Dels 502 habitatges en un 16,1% hi vivien nens de menys de 18 anys, en un 43,2% hi vivien parelles casades, en un 6,8% dones solteres, i en un 45,2% no eren unitats familiars. En el 35,1% dels habitatges hi vivien persones soles el 15,3% de les quals corresponia a persones de 65 anys o més que vivien soles. El nombre mitjà de persones vivint en cada habitatge era de 2 i el nombre mitjà de persones que vivien en cada família era de 2,54.
Per edats la població es repartia de la següent manera: un 15,5% tenia menys de 18 anys, un 4,5% entre 18 i 24, un 22,6% entre 25 i 44, un 31,5% de 45 a 60 i un 25,9% 65 anys o més.
L'edat mediana era de 50 anys. Per cada 100 dones de 18 o més anys hi havia 101,2 homes.
La renda mediana per habitatge era de 25.776 $ i la renda mediana per família de 36.979 $. Els homes tenien una renda mediana de 35.833 $ mentre que les dones 36.161 $. La renda per capita de la població era de 21.723 $. Aproximadament el 9,9% de les famílies i el 19,3% de la població estaven per davall del llindar de pobresa.

## Poblacions més properes
El següent diagrama mostra les poblacions més properes.